# Joaquim Casany i Riglà
Joaquín Casany i Riglà (Poble Nou del Mar, avui part del barri Cabanyal-Canyamelar de València, 26 de maig de 1805-València, 31 de desembre de 1868) va ser un metge i catedràtic universitari valencià, destacat pels seus treballs durant les epidèmies de còlera que van afectar la ciutat de València i altres punts al segle XIX, els seus estudis sobre el paludisme i la revitalització que va realitzar de la patologia i clínica seguint autors pioners com René Laënnec i Auguste François Chomel.
Cursà els estudis de Medicina a la Universitat de València. Va ser professor substitut de la mateixa entre 1832 i 1847 en diferents càtedres com Clínica Mèdica o Afectes interns fins a 1846, i com a regent en moltes altres com Patologia mèdica, Patologia general o Anatomia; al mateix temps que es va preparar per a metge cirurgià i doctorar-se, cosa que va aconseguir en tots dos casos el 1842. En 1847 va guanyar la càtedra de Patologia a la Universitat de Barcelona, si bé va permutar la plaça mesos després per donar classes a la universitat valenciana.
Durant les cinc greus epidèmies de còlera que es van succeir al segle XIX, Casany va estar actiu en les quatre primeres (1834, 1854, 1860 i 1865). Ho va fer en la seva triple condició de metge, regidor de l'Ajuntament de València i membre de la Junta de Sanitat de la ciutat. Juntament amb el també metge, Josep Romagosa i Gotzens, va ser inspector durant les epidèmies i va intentar trobar i organitzar un tractament uniforme, així com mètodes de sanejar les habitacions on hi haguera hagut malalts. En el cas de l'epidèmia del 1854, va ser Casany qui va donar l'alerta a València en tractar un pacient amb còlera procedent de Barcelona. També, juntament amb Romagosa, va realitzar, sufragant els costos personalment, necròpsies als morts per abundar en el coneixement i evolució de la malaltia.
Com a docent universitari, així com a metge, va fomentar la denominada «mentalitat anatomoclínica», que bàsicament consistia a relacionar els fenòmens que es poden obtenir de manera sistemàtica dels malalts, amb les lesions, modificacions o alteracions que revela posteriorment l'autòpsia, mètode, formulat per primera vegada per Xavier Bichat, es va desenvolupar per altres fisiòlegs francesos després com René Laënnec i Auguste François Chomel; a l'estat els seus dos representants pioners van ser el mateix Joaquim Casany i Joan Baptista Peset i Vidal. La majoria de les seves publicacions es van realitzar a través del Butlletí de l'Institut Mèdic Valencià. Entre elles es ressenyen «Consideraciones teórico-prácticas sobre les fiebres intermitentes» (1844), «Bases de la medicina teórica o especulativa» (1841-1845), Consideraciones sobre la fiebre menstra (1845) o «Consejos populares sobre la curación i preservación del cólera morbo asiático» (1854).
Casany va ser cofundador de l'Institut Mèdic Valencià, que va presidir dues vegades: 1842-1844 i 1863-68, membre de la Reial Acadèmia de Medicina de València, que també va presidir (1867-68), acadèmic de mèrit de l'Acadèmia Quirúrgica Matritense, corresponent de la Sociedade Das Ciências Mèdiques de Lisboa, soci de l'Acadèmia d'Emulació de Santiago de Compostel·la, corresponsal de l'Acadèmia Quirúrgica Mallorquina, membre de la Societat Mèdica de Socors Mutus i de la Reial Societat Econòmica d'Amics del País de València.